# 袁繼安
袁繼安，是中國清朝官員，於1890年上任台東直隸州吏目，隸屬於台灣道台灣府，為台灣清治時期的重要地方官員，官職品等則為正五品，上受直隸州知州制約。
| 前任： — | 台東直隸州吏目 1890年上任 | 繼任： 俞鵬 |